# Désirée Nosbusch
Ne doit pas être confondu avec Desiree Becker.
Désirée Nosbusch est une actrice et animatrice de télévision luxembourgeoise née le 14 janvier 1965 à Esch-sur-Alzette.
Elle utilise occasionnellement le nom de scène Désirée Becker (notamment aux États-Unis) et elle est polyglotte, parlant le luxembourgeois, l'allemand, le français,  l'anglais, l'espagnol et l'italien.

## Biographie
En 1984, âgée de 19 ans, elle présente le 29e Concours Eurovision de la chanson en direct de Luxembourg (Luxembourg).
De septembre à décembre 1985, elle présente l'émission Demain c'est dimanche en direct du Studio Gabriel sur Antenne 2 co-présentée par Les Charlots.
En janvier 1986, elle anime l'émission de variétés Succès made in France.
Dans les années 1980, elle présente Nickelodéon, une émission de la télévision belge (RTBF) consacrée au cinéma.
Elle a, par ailleurs, réalisé un court métrage avec Tippi Hedren : Ice Cream Sundae en 2001.

### Vie privée
De 1981 à 1990, elle a été en couple avec son manager Georg Bossert (de), de 26 ans son aîné, assassiné par son fils en 1995.
De 1991 à 2006, elle est mariée
au compositeur de films autrichien Harald Kloser, avec qui elle a un fils, Noah-Lennon, né en 1995 et une fille, Luka-Teresa, née en 1998. 
Elle demande le divorce en 2002 et il est prononcé en 2006,.
De 2004 à 2012, elle est en couple avec l'acteur, réalisateur et producteur turco-allemand Mehmet Kurtuluş.
Depuis 2018, elle est mariée avec Tom Bierbaumer.

## Filmographie

### Actrice
- 1981 : Nach Mitternacht : Sanne
- 1982 : Une glace avec deux boules... (Superbiester) : Vanessa
- 1982 : Der Fan : Simone
- 1983 : Der Raub der Sabinerinnen (TV) : Paula Gollwitz
- 1983 : Sing Sing de Sergio Corbucci : Touriste
- 1983 : Questo e quello : Daniela
- 1984 : Der Glücksritter (série TV)
- 1984 : Un cas pour deux (série TV), épisode Un mort à l'aube : Nathalie Winzer
- 1986 : Die Klette (TV) : Ann-Kristin
- 1987 : La Poupée - Les mystères de l'agence K (TV)
- 1987 : Good Morning Babilonia : Mabel Bonnano
- 1988 : A.D.A.M. : Uschi Mueller
- 1989 : A Wopbobaloobop a Lopbamboom : Vero Zamponi
- 1990 : Ex und hopp - Ein böses Spiel um Liebe, Geld und Bier (TV) : Gaby
- 1990 : Jean Galmot, aventurier : Marianne Galmot
- 1990 : La Femme fardée : Olga Lamouroux
- 1991 : Felipe ha gli occhi azzurri (feuilleton TV) : Nini Salerno
- 1991 : Deux filles de choc (Miller & Mueller) (série TV) : Kim Mueller
- 1993 : Three Shake-a-Leg Steps to Heaven : Lisa Rosenstiel
- 1993 : Piazza di Spagna (feuilleton TV)
- 1993 : Böses Blut (feuilleton TV) : Barbara Jenninger-Gregorius, geb. Gregorius
- 1994 : Michele va alla guerra (TV) : Ninni
- 1995 : The Way to Dusty Death (TV) : Claudette
- 1996 : Die Aktion (TV) : Tatjana von Selasinsky
- 1996 : Sünde einer Nacht (TV) : Jutta
- 1997 : Mio padre è innocente (TV) : Ursula Ligier
- 1998 : Opernball (de) (TV) : Iris
- 1998 : Amico mio 2 (feuilleton TV) : Dr Angela Mancinelli
- 1999 : Killer Deal (TV) : Lindsay Quinn
- 2000 : High Explosive : Hildy Koller
- 2000 : Contamination (Contaminated Man) : Kelly Whitman
- 2000 : Der Mörder in meiner Nähe (TV) : Annabelle
- 2001 : Feindliche Übernahme - althan.com : Laura Schumann
- 2001 : Vacances à part (Love Trip) (TV) : Britt Werner
- 2002 : Ein Albtraum von 3 1/2 Kilo (TV) : Kathrin Meyer
- 2002 : Das Geheimnis des Lebens (TV) : Dr Katharina Kluge
- 2003 : La Dernière Berceuse (Spurlos - Ein Baby verschwindet) (TV) : Katja Wedekind
- 2004 : Der Vater meines Sohnes (TV) : Silvia Kaltenbach
- 2005 : Les Larmes du Vietnam (Eine Liebe in Saigon) (TV) : Dr Sarah Lorenz
- 2006 : Das Geheimnis von St. Ambrose (TV) : Kathleen Mc Queen
- 2007 : La Lance de la destinée (feuilleton TV) : Marie-Claude
- 2007 : Die Jäger des Ostsee-Schatzes (TV) : Jana Voss
- 2008 : Avalanche (TV) (avec Vincent Perez) : Anne
- 2018 : Bad Banks, série TV en 12 épisodes de Christian Schwochow[4].
- 2019 : Capitani, série TV en 12 épisodes : Diane Bonifas
- Depuis 2021 : Sissi, mini-série en 6 épisodes : Sophie de Bavière
- 2021 : Ferdinand von Schirach – Glauben,  (mini-Serie).
- 2023 : Du sang sur la forêt (TV) (avec Joachim Król) : Silvia Dancu
- 2023 : Maître Conti - Une femme, deux visages (TV) : Anna Conti

### Réalisatrice
- 2024 : Poison

## Distinctions

### Récompenses
- 2018 : Académie allemande de la télévision : Prix dans la catégorie : actrice pour un second rôle pour Bad Banks.
- 2019 : Grimme Prize : Récompense pour Bad Banks.

### Décoration
- Officier de l'ordre de Mérite du grand-duché de Luxembourg[5] (promotion 2019)